# Le Plat à barbe lillois
 (novembre 2019).
Si vous disposez d'ouvrages ou d'articles de référence ou si vous connaissez des sites web de qualité traitant du thème abordé ici, merci de compléter l'article en donnant les références utiles à sa vérifiabilité et en les liant à la section « Notes et références ».
Le Plat à barbe lillois est une peinture à l'huile sur bois réalisée par l'artiste Louis Joseph Watteau en 1793. 
L'œuvre provient du Palais des Beaux-Arts de Lille et est aujourd'hui exposée au Musée de l'Hospice Comtesse de Lille également (dans la salle du dortoir) depuis 1868. 

## Description de l'œuvre
Le Barbier Maes (perruquier) est représenté au centre du tableau. Il rase un client au milieu des décombres du quartier Saint-Sauveur et se sert d'un éclat de bombe comme plat à barbe. Derrière lui, une jeune femme qui fuit avec son enfant dans les bras, évoque les dangers du bombardement.
Il s'agit d'une évocation du siège de Lille de 1792, ou plus exactement selon la petite histoire Louis Watteau aurait été témoin oculaire du fait représenté : « Après 8 jours et 8 nuits de bombardement, excédés de veilles et de fatigue, 22 voisins se firent raser dans un éclat de bombe qui leur servit de plat à barbe. Cet épisode se passa rue du vieux Marché aux Moutons le 6 octobre de l'an de la République ».

## Contexte historique de création
Le barbier Maës poursuit son travail au milieu des bombardements du siège de Lille de 1792, en utilisant un éclat de boulet. 
Le 20 avril 1792, les députés de l'Assemblée législative votent la déclaration de guerre à l'empereur François II, souverain des Pays-Bas autrichiens. Les défaites se succèdent pour l'armée française et Lille est rapidement en première ligne. 
Le 24 septembre 1792, les troupes autrichiennes investissent le flanc Est de la ville. Ne disposant pas d'effectifs suffisants, les assaillants ne peuvent encercler toute la ville. Ils décident alors de la soumettre à un intense bombardement pour la faire capituler. À partir du 29 septembre, bombes et boulets rouges incendiaires pleuvent sur le quartier Saint-Sauveur et sur la Grand-Place mais n'atteignent pas la citadelle. Le 6 octobre, les Autrichiens, à court de munitions, décident de lever le siège, laissant derrière eux des ruines importantes. Plus de 700 maisons ont été détruites ; au centre de la ville, la tourelle de la Bourse et le clocher de l'église des Jésuites ont été sapés par les bombes ; l'église Saint-Étienne n'est plus qu'un tas de cendres. 
Le courage des Lillois dans leur résistance à l'envahisseur autrichien va susciter des flots d'éloges. Ainsi, le 8 octobre, la Convention vote à l'unanimité le fameux décret : « Lille a bien mérité de la patrie ». 